# No Code
Pour l'approche du développement de logiciels, voir développement No code.
Albums de Pearl Jam
Vitalogy
(1994) Yield
(1998)
Singles
1. Who You Are
Sortie : 30 juillet 1996
2. Hail, Hail
Sortie : 1996
3. Off He Goes
Sortie : février 1997

No Code est le quatrième album du groupe de grunge/rock alternatif américain Pearl Jam. Il est paru le 22 août 1996 sur le label Epic et a été produit par Brendan O'Brien et le groupe. Il est premier album du groupe avec leur nouveau batteur, Jack Irons (Red Hot Chili Peppers, Eleven).

## Historique
Le travail sur cet album débuta dès la fin de la première partie américaine du Vitalogy tour. La session se déroula le temps d'une semaines dans les studios de la Chicago Record Company au mois de juillet 1995 pendant la canicule qui frappa Chicago. Il se poursuivit pendant un break dans la seconde partie de la tournée où le groupe travailla une semaine dans les studios Kingsway à la Nouvelle-Orléans en Louisiane et où fut enregistré le titre Off He Goes. Le reste de l'album fut enregistré dans les studios Litho, propriétés de Stone Gossard, à Seattle. Quelques enregistrements additionnels et le mixage se déroula dans les Southern Track studios d'Atlanta.
La pochette est originale, en carton, comportant 150 polaroïds pris par les membres du groupe, plus six grands formats existant en neuf jeux différents. Du point de vue musical, la diversité est toujours présente : des chansons plus fidèles au passé du groupe, comme Hail, Hail, Habit, Lukin, cohabitent avec quelques expériences plus originales : Who You Are, In My Tree, Off He Goes, Red Mosquito. À la sortie de No Code le groupe est confronté à un problème commercial : Pearl Jam a toujours été considéré comme un groupe de rock marginal, mais avec No Code, leurs tendances anti-commerciales les rattrapent : les fans se plaignent du manque de concert, dû à la bataille menée contre Ticketmaster, et le groupe refuse de promouvoir l’album à la télé (clip, interviews). Il se vend à 365 000 exemplaires en une semaine, ce qui est faible par rapport au million de Vs. en 1994. Malgré cela c'est un des albums les plus vendus en 1996 et le groupe entreprend une tournée à travers l’Europe puis les États-Unis, les billets étant vendus par un numéro vert.
Cet album se classa dès sa sortie à la première place du Billboard 200 américain, il y resta deux semaines avant de dégringoler dans le classement. Il atteignit aussi cette première place dans les charts australiens, néo-zélaandais, suédois et canadiens. Néanmoins, il se vendra beaucoup moins que ses trois prédécesseurs, notamment aux États-Unis où il ne sera certifié qu'une seule fois disque de platine.

## Liste des titres
| No  | Titre           | Auteur                                           | Durée |
| --- | --------------- | ------------------------------------------------ | ----- |
| 1.  | Sometimes       | Eddie Vedder                                     | 2:40  |
| 2.  | Hail, Hail      | Vedder, Jeff Ament, Stone Gossard, Mike McCready | 3:41  |
| 3.  | Who You Are     | Vedder, Gossard, Jack Irons                      | 3:50  |
| 4.  | In My Tree      | Vedder, Gossard, Irons                           | 3:59  |
| 5.  | Smile           | Vedder, Ament                                    | 3:52  |
| 6.  | Off He Goes     | Vedder                                           | 6:02  |
| 7.  | Habit           | Vedder                                           | 3:35  |
| 8.  | Red Mosquito    | Vedder, Ament, Gossard, Irons, McCready          | 4:03  |
| 9.  | Lukin           | Vedder                                           | 1:02  |
| 10. | Present Tense   | Vedder, McCready                                 | 5:46  |
| 11. | Mankind         | Gossard                                          | 3:28  |
| 12. | I'm Open        | Vedder, Irons                                    | 2:57  |
| 13. | Around the Bend | Vedder                                           | 4:35  |

## Musiciens
- Jeff Ament - basse, Chapman Stick, guitare sur Smile, chœurs
- Jack Irons - batterie, percussions
- Mike McCready - guitares, piano sur Sometimes
- Stone Gossard - guitares, piano, chant sur Mankind, chœurs
- Eddie Vedder - chant, guitare, sitar électrique sur Who You Are, harmonica

## Production
- Ingénieurs Assistants - Caram Costanzo, Jeff Lane, Matt Bayles
- Masterisé par Bob Ludwig
- Mixé par Brendan O'Brien, Nick Didia
- Producteurs - Brendan O'Brien, Pearl Jam
- Enregistré par Nick Didia

## Charts et certifications

### Album
Charts album
| Pays                         | Durée du classement | Meilleur classement | Date               |
| ---------------------------- | ------------------- | ------------------- | ------------------ |
| Allemagne                    | 13 semaines         | 6e                  | 16 septembre 1996  |
| Australie                    | 20 semaines         | 1er                 | 1er septembre 1996 |
| Autriche                     | 12 semaines         | 3e                  | 6 octobre 1996     |
| Belgique (W)                 | 9 semaines          | 5e                  | 21 septembre 1996  |
| Belgique (V)                 | 8 semaines          | 6e                  | 14 septembre 1996  |
| Canada                       | 21 semaines         | 1er                 | 9 septembre 1996   |
| Espagne                      | 1 semaine           | 63e                 | 12 septembre 2021  |
| États-Unis                   | 24 semaines         | 1er                 | 14 septembre 1996  |
| Finlande                     | 7 semaines          | 4e                  | 26 août 1998       |
| France                       | 2 semaines          | 28e                 | 14 septembre 1996  |
| Italie                       | 1 semaine           | 57e                 | 15 septembre 1996  |
| Norvège                      | 7 semaines          | 3e                  | 26 août 1996       |
| Nouvelle-Zélande             | 24 semaines         | 1er                 | 8 septembre 1996   |
| Pays-Bas                     | 10 semaines         | 5e                  | 14 septembre 1996  |
| Royaume-Uni                  | 6 semaines          | 3e                  | 7 septembre 1996   |
| Royaume-Uni (Rock and Metal) | -                   | 1er                 | 7 septembre 1996   |
| Suède                        | 7 semaines          | 1er                 | 6 septembre 1996   |
| Suisse                       | 9 semaines          | 13e                 | 15 septembre 1996  |

Certifications
| Pays             | Certification | Ventes      | Date              |
| ---------------- | ------------- | ----------- | ----------------- |
| Australie        | 2 × Platine   | 140 000 +   | 1996              |
| Canada           | 2 × Platine   | 200 000 +   | 27 septembre 1996 |
| États-Unis       | Platine       | 1 000 000 + | 8 janvier 1997    |
| Nouvelle-Zélande | Platine       | 15 000 +    | 8 septembre 1996  |
| Royaume-Uni      | Or            | 100 000 +   | 22 juillet 2013   |

### Charts Singles
Who You Are
| Chart                   | Durée du classement | Position | Date             |
| ----------------------- | ------------------- | -------- | ---------------- |
| Hot 100                 | 9 semaines          | 31e      | 24 août 1996     |
| Mainstream Rock Tracks  | 10 semaines         | 5e       | 17 août 1996     |
| Alternative Songs       | 11 semaines         | 1er      | 7 septembre 1996 |
| ARIA Charts             | 6 semaines          | 5e       | 11 août 1996     |
| RPM Top Singles         | 16 semaines         | 4e       | 7 octobre 1996   |
| Suomen virallinen lista | 4 semaines          | 2e       | 12 août 1996     |
| VG-lista                | 3 semaines          | 7e       | 5 août 1996      |
| RMNZ Singles Top40      | 4 semaines          | 17e      | 25 août 1996     |
| Mega Top 50             | 2 semaines          | 47e      | 31 août 1996     |
| UK Singles Chart        | 2 semaines          | 18e      | 17 août 1996     |
| Sverigetopplistan       | 3 semaines          | 26e      | 16 août 1996     |

Hail, Hail
| Chart                  | Durée du classement | Position | Date             |
| ---------------------- | ------------------- | -------- | ---------------- |
| Mainstream Rock Tracks | 16 semaines         | 9e       | 2 novembre 1996  |
| Alternative Songs      | 11 semaines         | 9e       | 16 novembre 1996 |
| ARIA Charts            | 4 semaines          | 31e      | 10 novembre 1996 |

Off He Goes
| Chart                  | Durée du classement | Position | Date             |
| ---------------------- | ------------------- | -------- | ---------------- |
| Mainstream Rock Tracks | 2 semaines          | 34e      | 1er février 1997 |
| Alternative Songs      | 6 semaines          | 31e      | 11 janvier 1997  |
| ARIA Charts            | 1 semaines          | 46e      | 26 janvier 1997  |